# Kořenitka nadmutá
Kořenitka nadmutá (Rhizina undulata Fr.) je jedlá vřeckovýtrusá houba z čeledi kořenitkovitých (Rhizinaceae), vyskytující se na lesních spáleništích.

## Popis

### Makroskopický

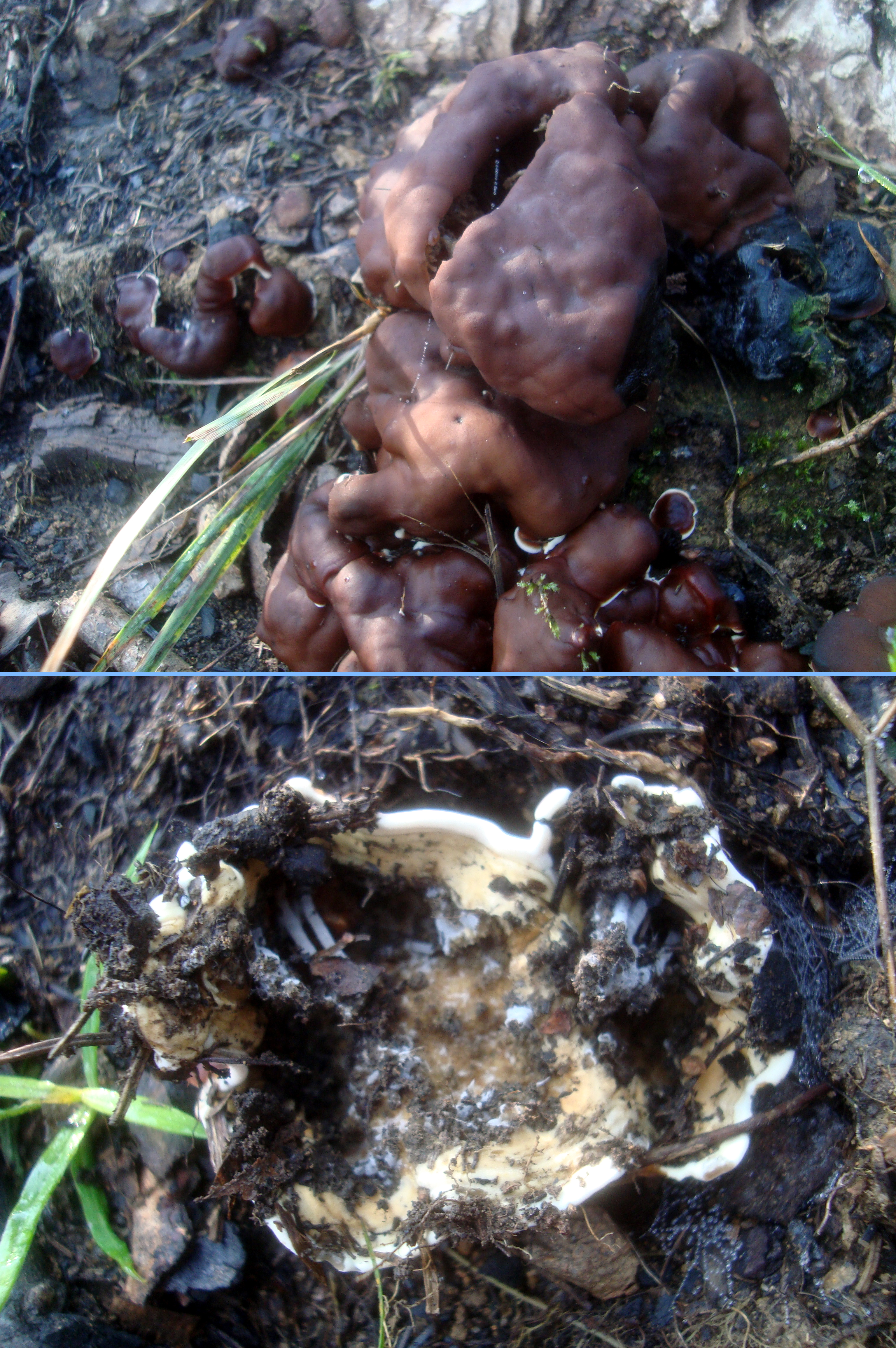
Kořenitka nadmutá (Rhizina undulata), svrchní a spodní strana plodnice.

Plodnice (apothecium) je nepravidelně okrouhlá, k substrátu přisedlá, nepravidelně oble hrbolatá, vcelku však poduškovitá až plochá. V průměru měří 3–7 cm. Zbarvena je svrchu kaštanově hnědě až tmavohnědě, okraj plodnice je často bělavě lemován. Spodní strana je špinavě bělavá. Třeň chybí, k substrátu plodnice přirůstá četnými vlákny směřujícími ze spodní strany.
Dužnina je v celé plodnici velmi tenká, křehká, chrupavčitá, bez výraznější vůně či chuti.

### Mikroskopický
Výtrusy, uložené ve vřeckách, jsou elipsoidní, velké 35–40 × 9–11 μm.

## Výskyt
Kořenitka nadmutá roste v létě a na podzim na spáleništích a opuštěných ohništích zejména v jehličnatých lesích, místy hojně. Často vyrůstá ve skupinách. Je škůdcem semenáčků jehličnatých dřevin.

## Použití
Kořenitka nadmutá je jedlá houba.

## Podobné druhy
Kořenitka nadmutá je vzhledem i ekologií charakteristická houba.
- Destice chřapáčová (Discina ancilis) může být vzdáleně podobná[3], její plodnice však jsou však talířovitého, spíše prohnutého tvaru a přirůstají k substrátu krátkým žilnatým třeněm; roste zjara na odumřelém dřevě jehličnanů. Je jedlá a chutná.